# Trichosanthine
La trichosanthine (TCS) est une protéine inactivant les ribosomes (en anglais : ribosome-inactivating protein) de type I, trouvée dans la racine de Trichosanthes kirilowii, une plante de la famille des Cucurbitaceae,,. D'une masse moléculaire de 27 kDa, elle possède une activité de N-glycosidase. 

## Biochimie
Elle inhibe la transformation induite par la ConA dans les lymphocytes isolés de la rate chez la souris. L'interaction entre la trichosanthine et la protéine ribosomale recombinante L10a a été démontrée par un essai de liaison in vitro. L'analyse cinétique utilisant la technologie de résonance des plasmons de surface révèle que L10a a une forte affinité (K(D) = 7,78 nM) pour la trichosanthine. En utilisant des mutants de la trichosanthine, la corrélation de cette association spécifique avec l'activité d'inactivation du ribosome de la trichosanthine a été démontrée. 

## Propriétés pharmacologiques
La trichosanthine exerce une action immunosuppressive analogue à celle des momorcharines,. 
C'est aussi une substance avec un fort pouvoir abortif,. La trichosanthine est utilisée dans la médecine officielle chinoise pour provoquer l'avortement.
Plusieurs possibilités ont été envisagées pour l'utilisation des immunotoxines à base de RIP en thérapie. La trichosanthine a été étudiée en tant qu'agent antiviral pour le traitement du SIDA,,. On a montré qu'elle a une activité puissante contre les lymphocytes T et les macrophages infectés par le HIV-1. Malheureusement, les tentatives de traitement des patients infectés par le VIH n'ont pas abouti à une guérison, mais plutôt une aggravation des symptômes mentaux ou neurologiques semble se produire,.
Elle supprime également la croissance d'une tumeur maligne murine (MBL-2), in vitro et in vivo,,.